# WM P87

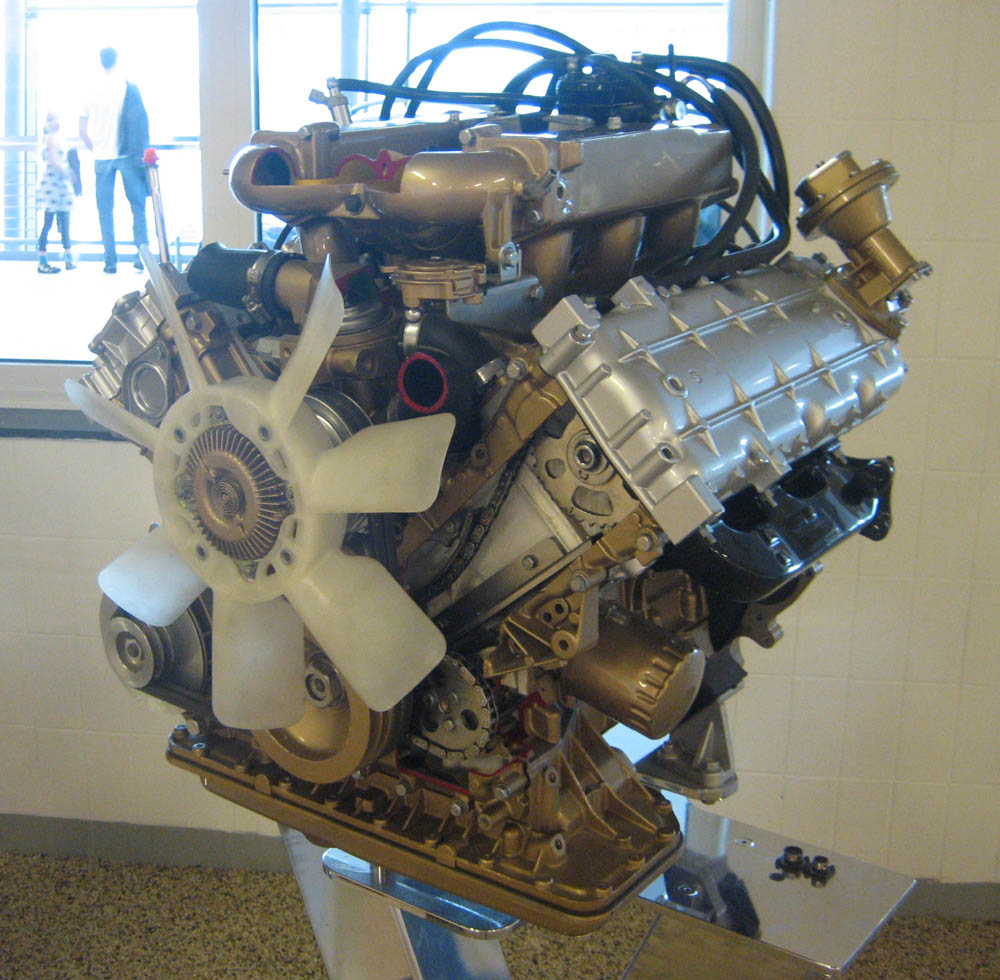
6-Zylinder-PRV-Motor

Der WM P87 war ein Gruppe-C-Sportwagen der 1987 bei Welter Racing entwickelt wurde und bis 1988 bei Sportwagenrennen zum Einsatz kam.

## Hintergrund und Projekt 400
1976 gründeten Gérard Welter und Michel Meunier einen Rennstall, um forthin mit Sportwagen regelmäßig beim 24-Stunden-Rennen von Le Mans an den Start zu gehen. Der kleine Rennstall entwickelte erstaunlich schnelle Rennwagen, denen jedoch oft die Standfestigkeit fehlte. Zielankünfte beim 24-Stunden-Rennen in Westfrankreich blieben die Ausnahme. Nach dem Ende des Rennens 1986, das neben einem Ausfall des P86 immerhin mit dem 12. Gesamtrang des P83B, gefahren von Claude Haldi, Roger Dorchy und Pascal Pessiot geendet hatte (Rückstand 67 Runden auf die Sieger Hans-Joachim Stuck, Derek Bell und Al Holbert im Werks-Porsche 962C), entschloss sich Welter die beschränkten Ressourcen in einem neuen Projekt zu bündeln.
Ziel war es nunmehr, in einem der nächsten beiden Jahre die 400 km/h-Hürde an Höchstgeschwindigkeit an der schnellsten Stelle des Kurses im Rennen zu übertreffen. Dafür war einiges an Vorarbeit zu leisten. Erstmal musste Welter die Verantwortlichen des ACO von Sinn und Machbarkeit des Unternehmens überzeugen. Vor allem ging es darum, den ACO zu offiziellen Messungen zu bewegen damit ein allfälliger Rekord auch anerkannt würde. Dann musste eine Reifenhersteller gefunden werden, der die nötigen Produkte lieferte. Der französische Reifenhersteller Michelin lieferte Reifen mit einer speziellen Mischung und garantierte eine Geschwindigkeit von 410 km/h.
Auch die Fahrer mussten im Vorfeld eingebunden werden, denn so hohe Geschwindigkeiten waren und sind selbst im professionellen Motorsport die Ausnahme. Philippe Gache, Roger Dorchy und Dominique Delestre willigten ein, ein Fahrzeug das diese Höchstgeschwindigkeit erreichen könnte in Le Mans 1987 zu fahren.

## Entwicklung und Technik
Basis des Projekts und Schlüssel der langjährigen Kooperation zwischen Welter und Peugeot war der PRV-Motor. Viele Beobachter sahen in den 1980er-Jahren hinter den WM-Rennwagen auch einen versteckten Peugeot-Werkseinsatz. Welter hatte als Peugeot-Designer ausgezeichnete Kontakte zum Peugeot-Vorstand, ein Werksteam war die Welter-Mannschaft jedoch nie. Der PRV-Motor war eine Kooperation von Peugeot, Renault und Volvo und für die Serie gedacht. Ableitungen davon fanden den Weg in den Motorsport. 1987 konnte Welter auf das bisher leistungsstärkste Exemplar dieses Triebwerk-Typs zurückgreifen. Der 2,8-Liter-V6-Motor hatte zwei Turbolader und leistete 890 PS.
Fünf Monate lang durfte Welter jeden Sonntag den Peugeot-Windkanal in Sochaux nutzen. Fast alle WM-Prototypen hatten verdeckte hintere Radkästen; beim P87 wurden diesem Bauteil besonders Augenmerk zu teil. Jede noch so kleine Windverwirbelung an den Seitenflanken wollten die Welter-Aerodynamiker vermeiden. Das Team fand auch eine besondere Lösung für die Luftzufuhr zu den Ladeluftkühlern. Durch spezielle Rohre unter der Aufhängung wurde die Luft unter dem Wagen angesaugt. Um den Bodeneffekt optimal nutzen zu können, hatte der P87 gegenüber seinen Vorgängermodellen einen verlängerten Radstand. Erste Versuche ohne Heckflügel wurden wieder aufgegeben, da der Wagen in den Kurven so gut wie keine Balance hatte.

## Renneinsätze
Bei den Le-Mans-Testtagen im Mai 1987 kam das Team kaum zum Fahren. Roger Dorchy schaffte kaum zwei Runden am Stück, da es beständig Probleme mit dem Motormanagement gab. Die schnellste gemessene Geschwindigkeit auf der Ligne Droite des Hunaudières betrug 356 km/h. Eine hohe Geschwindigkeit, aber nicht rekordverdächtig. In der Welter-Werkstatt wurde das Problem mit dem Motormanagement behoben und der Wagen auf einem neuen und noch nicht eröffneten Autobahnteilstück erneut getestet. Die von Welter durchgeführte Messung zeigte 416 km/h: am Steuer wieder Roger Dorchy. Ob die Messung von Welter wirklich präzise war bleibt bis heute offen.
Das Rennen in Le Mans war kurz. Im Training erreichte das Team nur den 21. Startplatz, was niemand verwunderte, denn in den Kurven verlor der Wagen viel Zeit. Im Rennen – Roger Dorchy fuhr die ersten Stints – gingen nach 13 Runden die Turbolader defekt und das Team musste aufgeben. Der ACO gab als höchste Geschwindigkeit 387 km/h an.
1988 kehrte Welter nach Le Mans zurück. Der P88 unterschied sich vom P87 durch einen noch leistungsstärkeren Motor. Roger Dorchy durchbrach dabei mit 405 km/h offiziell die 400 km/h-Schallmauer. Auch der P87 kam noch einmal zum Einsatz. Pascal Pessiot und Jean-Daniel Raulet stoppte nach 22 gefahrenen Runden ein defektes Getriebe.